# Vérszívó csúfolórigó
A vérszívó csúfolórigó (Mimus macdonaldi) a madarak osztályának a verébalakúak (Passeriformes) rendjéhez és a gezerigófélék (Mimidae) családjához tartozó faj.

## Rendszerezés
A fajt Robert Ridgway amerikai ornitológus írta le 1890-ben, a Nesomimus nembe Nesomimus macdonaldi néven.

## Előfordulása
Az Ecuadorhoz tartozó, Galápagos-szigetek egyikén honos. Természetes élőhelyei a szubtrópusi vagy trópusi lombhullató erdők és cserjések. Állandó, nem vonuló faj.

## Megjelenése
Testhossza 28 centiméter.
|  |

## Életmódja
Mindenevő; rovarokkal, gyümölcsökkel, bogyókkal, tengeri ízeltlábúakkal, kisebb gerincesekkel, madár tojásokkal és vérrel táplálkozik.

## Természetvédelmi helyzete
Az elterjedési területe nagyon kicsi, egyedszáma 600-1700 példány közötti. A Természetvédelmi Világszövetség Vörös listáján sebezhető fajként szerepel.